# Stadtarchiv Amelia
Das Stadtarchiv Amelia (Archivio Comunale della Banda Municipale) befindet sich an der Piazzale Boccarini (Via Boccarini, 2) in Amelia (Provinz Terni) im mittelitalienischen Umbrien.

## Geschichte
Das Gesetz zur Einrichtung eines Kommunalarchivs wurde in Amelia lange nicht umgesetzt. Doch seit einiger Zeit wurde im Palazzo Boccarini, dem Sitz der Stadtbibliothek und der Biblioteca comunale Luciano Lama, ein Archiv mit Depositorium und Lesesaal eingerichtet. Das Archiv birgt 7000 archivalische Einheiten, ihre Konsultation kann nur nach Vereinbarung erfolgen. Der Palast gehörte den Boccarini, einer Familie, die sich archivalisch bis in das späte 12. Jahrhundert dort belegen lässt.
Der Palast war bis 1809 Sitz des päpstlichen Statthalters (governatore), zu dessen Amtsbereich neben Amelia auch Orvieto und Terni gehörten. Die Bestände sind ganz überwiegend an das Staatsarchiv Terni gegangen. Mit der Einigung Italiens entstand das Convitto Boccarini und 1932 wurde das Bauwerk Sitz der Salesianer. Der Kreuzgang gegenüber dem Museum wurde in der Formensprache der Renaissance des 16. Jahrhunderts durch Fra’ Egidio Delfini realisiert. Im Hause befindet sich daneben das Archäologische Museum und die städtische Gemäldesammlung. In der Bibliothek befinden sich darüber hinaus einige eigenständige Fonds.